# アート・カーニー
アーサー・ウィリアム・マシュー・"アート"・カーニー（Arthur William Matthew "Art" Carney、1918年11月4日 - 2003年11月9日）は、アメリカ・ニューヨーク州出身の俳優、コメディアン。
弟フレッド・カーニーと息子ブライアン・カーニーも俳優。

## 略歴
1918年11月4日、新聞記者であるエドワード・マイケル・カーニーの六男（6人兄弟の末子）として生まれる。高校時代から声帯模写が得意で、ラジオやナイトクラブなどで活躍するようになる。第二次世界大戦に従軍し、ノルマンディー上陸作戦に加わるが、榴散弾で足を負傷したため除隊。このときの怪我のため生涯足を引きずることになる。
1955年から1956年にかけてCBSで放送されたシチュエーション・コメディ『The Honeymooners』で人気を得る。
1974年に初主演した映画『ハリーとトント』でアカデミー主演男優賞とゴールデングローブ賞主演男優賞 (ミュージカル・コメディ部門)を受賞する。
2003年11月9日に老衰で死去。

## 私生活
2人の女性と3回結婚している。
- 最初の結婚（1940年8月15日 - 1965年、離婚）相手はジーン・マイヤーズ。3人の子をもうける。
- 2度目の結婚（1966年12月22日 - 1977年、離婚）相手はバーバラ･アイザック。子はなし。
- 3度目の結婚（1980年 - 2003年11月9日、カーニーの死まで）相手は最初の妻ジーン・マイヤーズ。

## 主な出演作品
- TV「ミステリーゾーン」（The Twilight Zone 1960) 47話　弱き者の聖夜　主演
- 黄色いロールス・ロイス The Yellow Rolls-Royce (1964年)
- ハリーとトント Harry and Tonto (1974年)
- 名犬ウォン・トン・トン Won Ton Ton, the Dog Who Saved Hollywood (1976年)
- サンバーン Sunburn  (1979年)
- 超高層プロフェッショナル Steel (1979年)
- 摩天楼ブルース Defiance (1980年)
- 炎の少女チャーリー Firestarter (1984年)
- マペットめざせブロードウェイ! The Muppets Take Manhattan (1984年)
- ラスト・アクション・ヒーロー Last Action Hero (1993年)